# Critère de Kaldor-Hicks
Le critère de Kaldor-Hicks, ou efficience de Kaldor-Hicks, est une variation de l'optimum de Pareto. Il s'agit en fait de la combinaison de deux propositions de réformes de l'efficience au sens de Pareto, effectuée par l'économiste Tibor Scitovsky (en). Ce critère est souvent utilisé dans l'économie du bien-être ou dans l'analyse économique du droit.

## Description
Le critère de compensation de Kaldor considère que: 
« Soient A et B deux allocations possibles des ressources. Ce principe énonce que B doit être préféré à A si, en partant de B et en effectuant des transferts forfaitaires, on peut atteindre une allocation C qui domine A au sens de Pareto. 

Illustration : Supposons qu’en passant de l’état A à l’état B, Paul est gagnant et Pierre est perdant. Supposons encore qu’une fois dans l’état B, Paul soit en mesure de compenser Pierre
pour le désagrément causé par le passage de A à B, alors on peut dire que l’état B est « supérieur » (au sens de Kaldor) à l’état A. »
Le principe de compensation de Hicks se formule ainsi : « Si l’on reprend le cas d’un déplacement de A vers B qui satisfait Paul et pénalise Pierre, ce passage de A vers B est une amélioration au sens de Hicks si Pierre n’est pas en mesure de convaincre Paul, par un transfert d’argent, de renoncer à B. »
Si, par exemple, dans la situation (A), Paul a 10 moutons et Pierre 100 moutons. Si dans la situation (B), Paul a 20 moutons et Pierre 95 moutons, on ne pourra pas considérer que (B) soit plus efficient au sens de l'optimum de Pareto. Mais, avec le critère de Kaldor-Hicks, la situation (B) pourrait être plus efficiente, puisque Paul, qui gagne 10 moutons, peut indemniser Pierre, qui perd 5 moutons. De la sorte, la situation de Paul et de Pierre est améliorée.
Il faut souligner que, selon ce critère, l'indemnisation peut ne pas avoir lieu : elle est virtuelle, il faut simplement qu'elle soit possible pour que le critère fonctionne. Ce critère est dans ce sens moins restrictif que l'optimum de Pareto, puisque, dans les faits, la position de Paul et Pierre n'est pas forcément meilleure dans la situation (B), bien que celle-ci soit considérée comme optimale en raison de la compensation possible pouvant faire de cette situation véritablement optimale au sens de Pareto.
De plus, il est clair que ce critère ne comporte aucune référence à la justice ou à l'équité: il se veut exclusivement descriptif.